# OceanLab
OceanLab – британская транс-группа, состоящая из четырёх участников Above & Beyond (Джонатан Грант, Тони МакГиннесс, Пааво Сильямяки) и вокалистки Джастин Сьюссы. Группа отличается мелодичностью и чувственной лирикой.
Первые три сингла группы: «Clear Blue Water», «Sky Falls Down» и «Beautiful Together» получили высокие оценки от авторитетных британских танцевальных журналов MixMag и DJ Magazine, а также стали популярными треками в клубах по всему миру, заработав поддержку от множества уважаемых диджеев. 21 июля 2008 года вышел дебютный альбом группы «Sirens of the Sea».

## Основание
Джастин Сьюсса и Тони МакГиннесс встретились в конце 1990-х годов, когда Тони работал коммерческим директором в Warner Brothers. Напротив офиса Warner располагался магазин сантехники. Однажды за витриной магазина Тони увидел ковер, о котором он пришёл узнать. За прилавком он увидел продавщицу – Джастин. Тони поинтересовался, сможет ли он получить скидку, если пригласит девушку на ужин. Джастин ответила согласием. Как оказалась позже, она увлекалась пением. После знакомства Джастин и Джонатана через Тони группа договорилась встретиться в студии с целью написания совместных музыкальных проектов.

### Дебютный альбом
10 июня на официальном сайте Anjunabeats появился пресс-релиз подтверждающий выход дебютного альбома OceanLab, «Sirens of the Sea», 21 июля 2008 года. 14 июля состоялся релиз второго сингла «Miracle» с ремиксами от Michael Cassette, Martin Roth и Fletch . В состав альбома не вошли предыдущие четыре сингла.
30 января 2008 года группа продолжила работу над своим дебютным альбомом на Ивисе. 1 февраля релиз безымянного, на тот момент, альбома был подтверждён. Композиция «Sirens of the Sea» прозвучавшая 14 марта 2008 года в 207 выпуске Trance Around The World стала одним из промо-синглов нового альбома. Композиция не являлась новым материалом, но стал доступен ремикс от Kyau & Albert в Anjunabeats Volume 3.
Официальный релиз сингла состоялся 7 апреля 2008 года. Данное издание включило в себя новые ремиксы от Sonorous, Cosmic Gate, Kyau & Albert. Также в виде .WAV файла распространялся ремикс от Maor Levi.
Второй сингл с готовящегося к релизу альбома прозвучал в 178 выпуске Trance Around The World. Так стало известно из трек-листа название композиции «Breaking Ties» (Above & Beyond’s Analogue Haven Mix). В октябре 2007 года аудио фрагмент «Breaking Ties» появился на сервисе YouTube. Другая часть нового материала группы появилась на сервисе YouTube 1 ноября 2007 года. Название новой композиции «Miracle».
Тони и Пааво говорили об альбоме в одном из интервью в Риге: Мы много экспериментируем с новым звуком — одна из композиций над которой мы сейчас работаем включает 56 кусочков мышиного хора. Также мы погружались под воду, чтобы записать шумы дельфинов.

### 2015 – настоящее время
В конце 2015 года, после семи лет затишья, вышел новый сингл: «Another Chance». Также был выпущен совместный сингл A&B и Justine Suissa «Little Something», но он не считается частью дискографии OceanLab.
В сентябре 2016 года на ABGT200 в Ziggo Dome в Амстердаме был представлен трек «Alright Now», который также не входит в основную дискографию OceanLab.

## Дискография

### Альбомы
- 2008: «Sirens of the Sea»
- 2009 «Sirens of the Sea. Remixed»

### Синглы
- 2001: «Clear Blue Water»
- 2002: «Sky Falls Down»
- 2003: «Beautiful Together»
- 2004: «Satellite»
- 2008: «Sirens of the Sea»
- 2008: «Miracle»
- 2008: «Breaking Ties»
- 2008: «Lonely Girl»
- 2009: «On A Good Day»
- 2015:   «Another Chance»

### Совместные синглы A&B и J.S.
- 2015:   «Little Something»
- 2017:  «Alright Now»

### Ремиксы
- 2001: Teaser — «When Love Breaks Down (OceanLab Remix)»
- 2002: Ascension — «For A Lifetime (OceanLab Remix)»